# Lavadores
Santa Cristina de Lavadores es una parroquia del municipio de Vigo, en la comunidad autónoma de Galicia, España.
Entre 1836 y 1941 fue un municipio independiente formado por las parroquias de Santa Cristina de Lavadores, Beade, Bembrive, Cabral, Candeán y San Paio de Fóra. En 1941 fue anexionado al ayuntamiento de Vigo.

## Organización territorial
Según el trabajo del filólogo Iván Sestay Martínez, Toponimia do Val do Fragoso 2. Lavadores, la parroquia se divide en ocho barrios históricos: Bagunda, Bouciña, Caride, Gandariña, Pardavila, Riomau, Sabaxáns y Sampayo. Estos, a su vez, se subdividen en 30 lugares históricos o aldeas.
En el ámbito eclesiástico, las parroquias religiosas de Santiago de Bembrive, Santa Marina de Cabral, San Cristóbal de Candeán, San Paio de Lavadores, Santa Cristina de Lavadores, San Pedro de Sárdoma, Santa Clara de Vigo, Santa Lucía de Vigo y Santa Teresa de Jesús de Vigo pertenecen al arciprestazgo de Vigo-Lavadores.

### Lugares
- A Bagunda
- Barreiro
- A Bouciña
- A Ceboleira
- Cordeira
- Curros
- Gandariña
- Gandarón
- Naia
- Pardavila
- O Piñeiro
- Sabaxáns
- San Paio de Abaixo
- Subride
- Vilar

## Historia
En sus altos se conservan restos de varios dólmenes en mal estado, así como hallazgos sueltos de la época paleolítica.

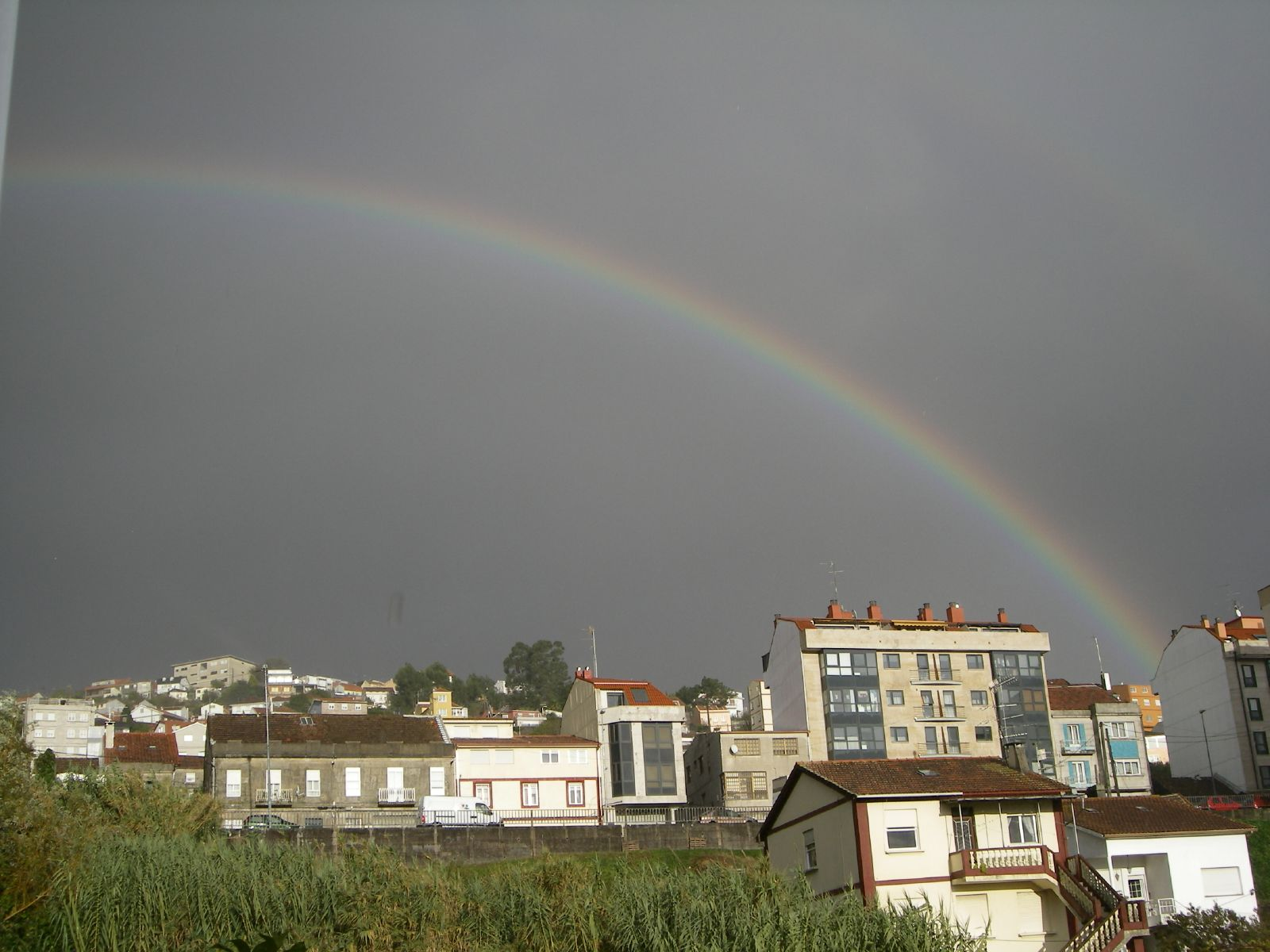
Arco Iris en Lavadores.

Fue ayuntamiento independiente durante 104 años. Se creó en 1836 dentro de un proyecto que pretendía la racionalización y centralización político-administrativa de los ayuntamientos de la provincia de Pontevedra. Su creación supuso la desaparición del antiguo ayuntamiento del Fragoso, dividiéndose sus parroquias entre los ayuntamientos de Vigo, Bouzas y el nuevo de Lavadores. En 1941 fue anexionado al ayuntamiento de Vigo. Durante los 10 primeros años de su vida, formaban parte del municipio las parroquias de Santa Cristina (la que hoy en día es la parroquia de Lavadores), Beade, Bembrive, Cabral, Candeán, Valladares y Zamanes. En 1846 la parroquia de Teis se segregó de Vigo y pasó a formar parte de Lavadores.
Lavadores fue el primer ayuntamiento de Galicia en donde se derrotó electoralmente a un candidato caciquil. Fue en las elecciones municipales de 1914 cuando resultó elegido como alcalde Julián Estévez, dirigente del Sindicato de Agricultores de Teis. Esta victoria electoral habla de la importancia y de la potencia que las organizaciones agrarias tenían en el antiguo ayuntamiento, de hecho tanto la Sociedad de Agricultores de Lavadores como el Sindicato de Agricultores de Teis fueron referencias para los campesinos gallegos entre 1900 y 1936.

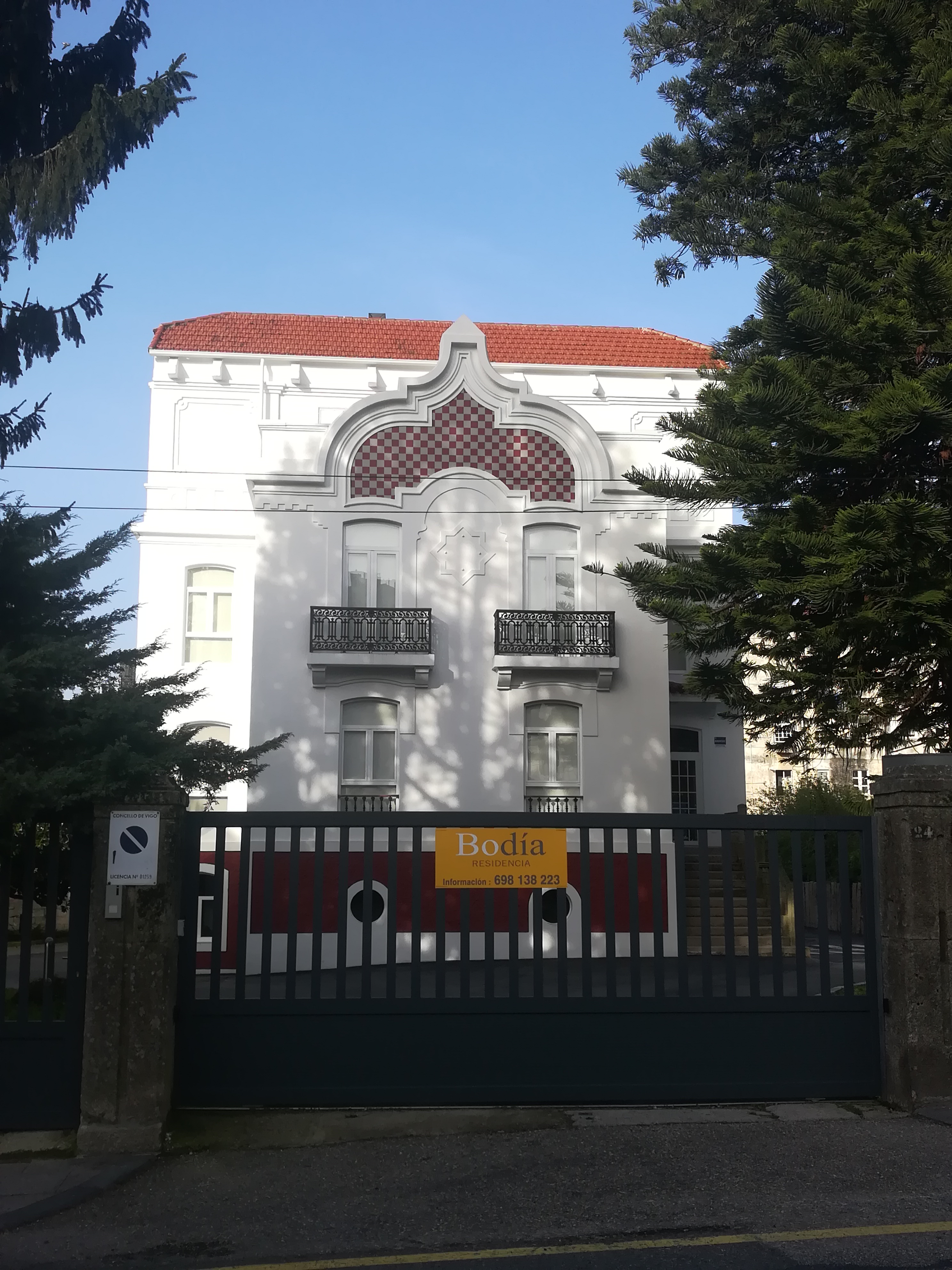
Hospital de Santa Cristina en el barrio del Calvario, proyectado por Michel Pacewicz.

El desenvolvimiento de la actividad industrial del vecino municipio de Vigo desde las primeras décadas del siglo XX hizo que el ayuntamiento y sus parroquias de Santa Cristina y más Teis experimentaran una serie de transformaciones, convirtiéndose poco a poco en un espacio a caballo entre el mundo rural y el mundo urbano. Precisamente por esto, la parroquia experimentó una gran presencia de actividades político-sindicales, con importantes núcleos tanto del PSOE, de la CNT, como del PCE lo que le valdría el sobrenombre de la «Rusia pequeña» o «Rusia chiquita».
En la guerra civil española fue el último reducto de resistencia frente a las tropas de la guarnición y de la Fortaleza del Castro contra las barricadas obreras, que comenzó tras la lectura del bando de estado de guerra en la Puerta del Sol de Vigo y remató con el abandono de las barricadas frente al cuartel de la guardia civil de Pardavila, donde fueron asediados por el ejército y la guardia civil. Desde ahí se echaron al monte los supervivientes de la resistencia antigolpista de 1936.
La actual iglesia, construida en el siglo XIX, ocupa el lugar de un antiguo templo del siglo XII del que se conservan varias gárgolas en el tejado. En la puerta principal se guarda el Cristo del antiguo crucero que dio nombre al barrio del Calvario. Cerca se encuentra el pazo de Rivera Atienza, convertido en escuela-taller.

## Geografía humana

### Demografía
| Gráfica de evolución demográfica de Lavadores entre 1842 y 1940 |
| |
| Población de derecho según los censos de población del INE Población de hecho según los censos de población del INEEntre el censo de 1950 y el anterior, este municipio desaparece porque se agrupa en el municipio 36057 (Vigo) |

## Deportes

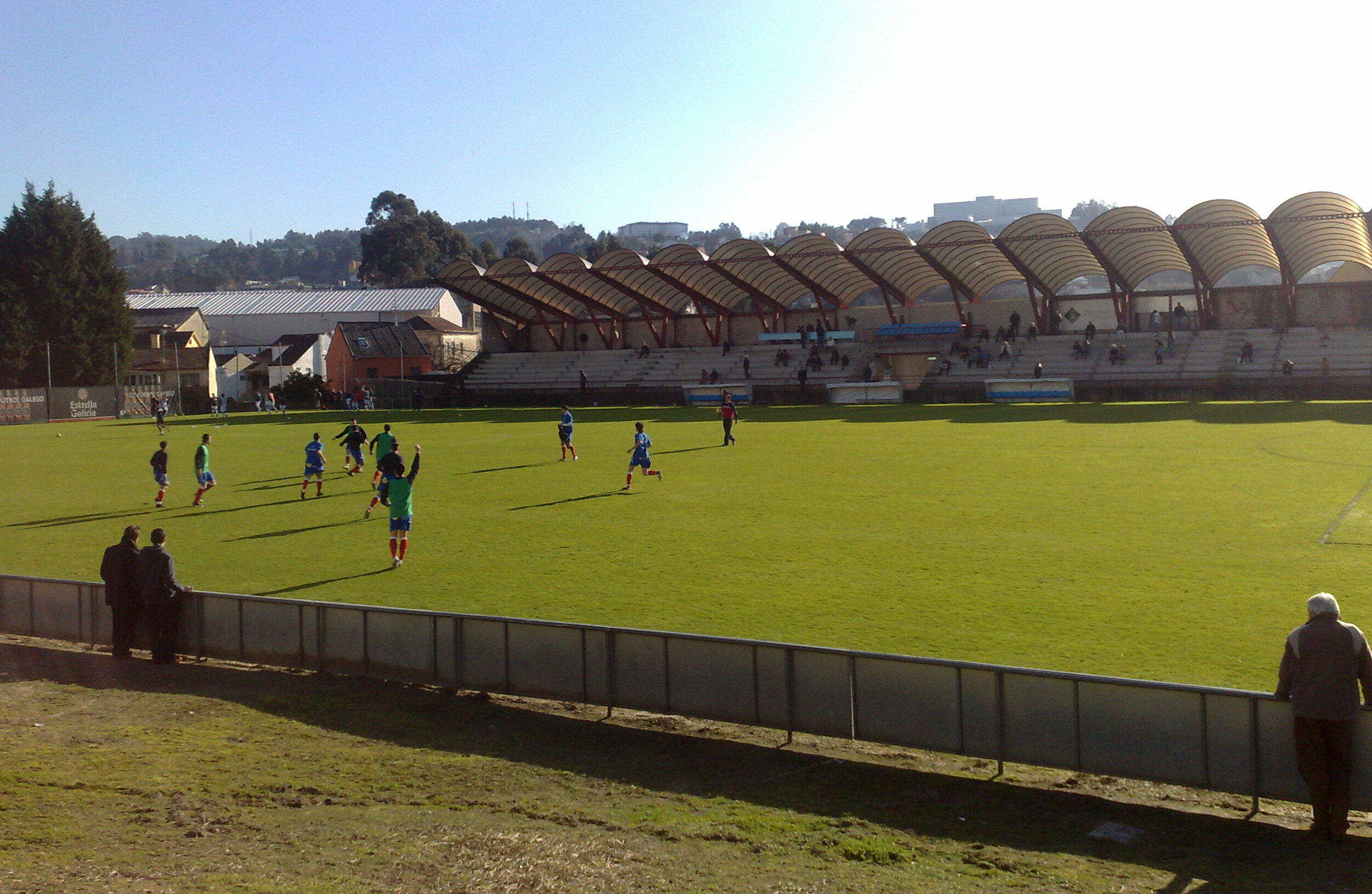
Estadio Municipal de Barreiro.

Lavadores cuenta con instalaciones deportivas de relevancia en la zona de Ceboleira. Una piscina cubierta y un pabellón de deportes de parqué. En la parte alta está el estadio municipal de Barreiro donde jugaba el Celta Turista y ahora juegan el Celta de Vigo B y el Gran Peña Fútbol Club. Enfrente del campo de fútbol estaba el Cuartel de Barreiro, que durante años acogió varias compañías del ejército de tierra, y a su lado había un conocido salón de baile, llamado «La Palmera».
El mayor logro de un equipo de fútbol de Lavadores lo consiguió el Unión Sporting Club, entidad nacida en 1922 por la fusión del Victoria Sporting Club con el Club Comercial, que militó en la segunda división de la liga española en la temporada 1935/36.
En el aspecto deportivo cabe nombrar al Unión Balonmano Lavadores de balonmano, o el A.D. Lavadores C.F. y el Nieto C.F. de fútbol, ambos disputan sus partidos en el campo del Meixoeiro.

## Música tradicional
En la música tradicional gallega, contó con uno de los cuartetos de gaiteros más conocidos en la Galicia de la posguerra, como fueron Los Morenos de Lavadores. Existe un monolito dedicado al grupo en los jardines de la sede vecinal en la calle Ramón Nieto, además de una plaza en el camino de Sobreiro, de donde eran originarios.

## Fiestas
La parroquia de Lavadores antiguamente tenía varias fiestas a lo largo del año: Santa Lucía, Lourdes, Nuestra Señora del Carmen y la fiesta de la patrona Santa Cristina que se celebra el día 24 de julio, además de la Señora del Rosario, el primer domingo del mes de octubre. Actualmente, estas dos últimas son las únicas que siguen celebrándose. También existe la procesión del Corpus Christi, celebrada en la segunda quincena del mes de junio, en la que los vecinos de los barrios de Fontáns y Pardavila confeccionan alfombras con varios altares.

## Galería de imágenes

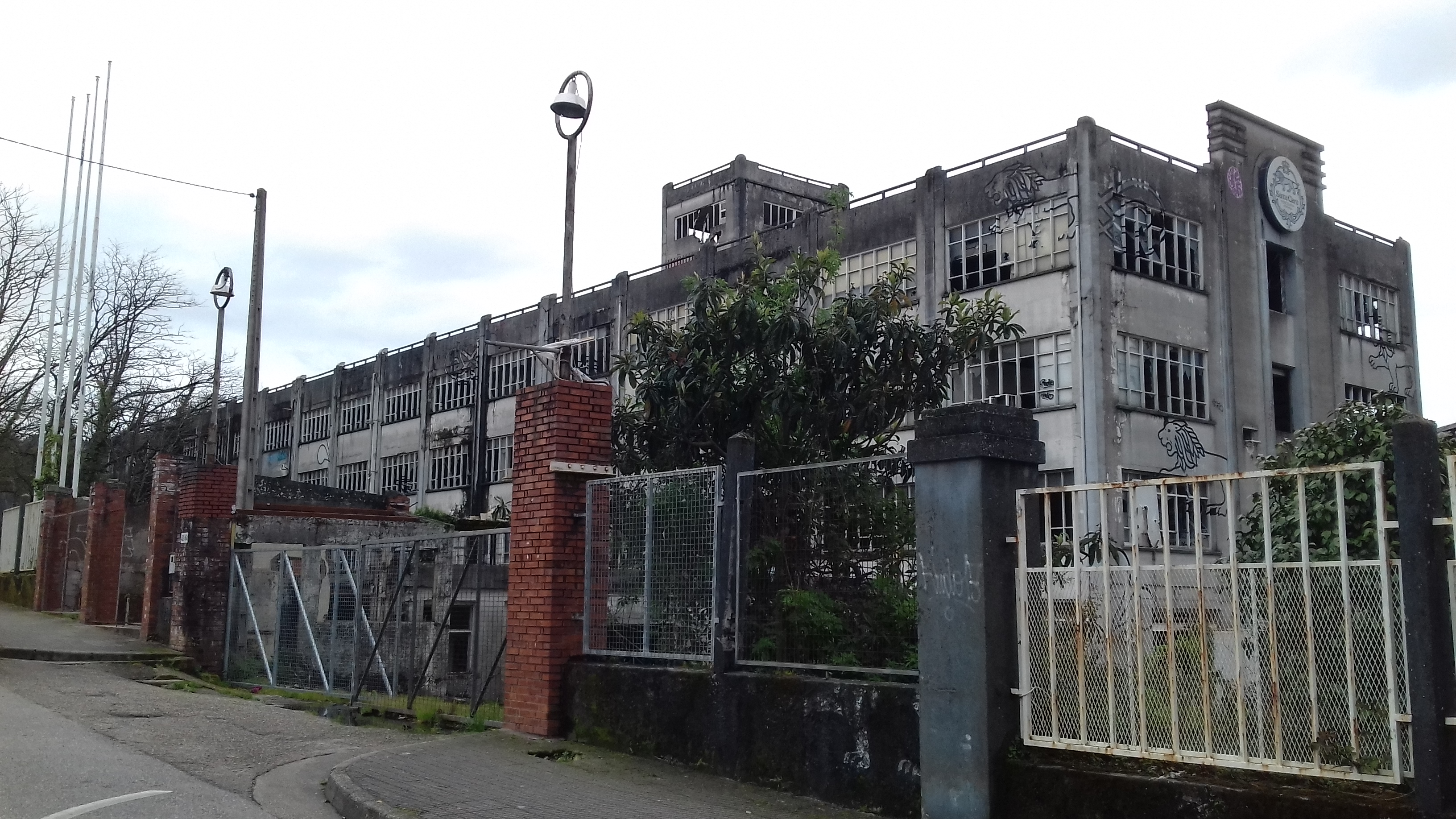
Antigua Fábrica de Santa Clara, ya desaparecida.
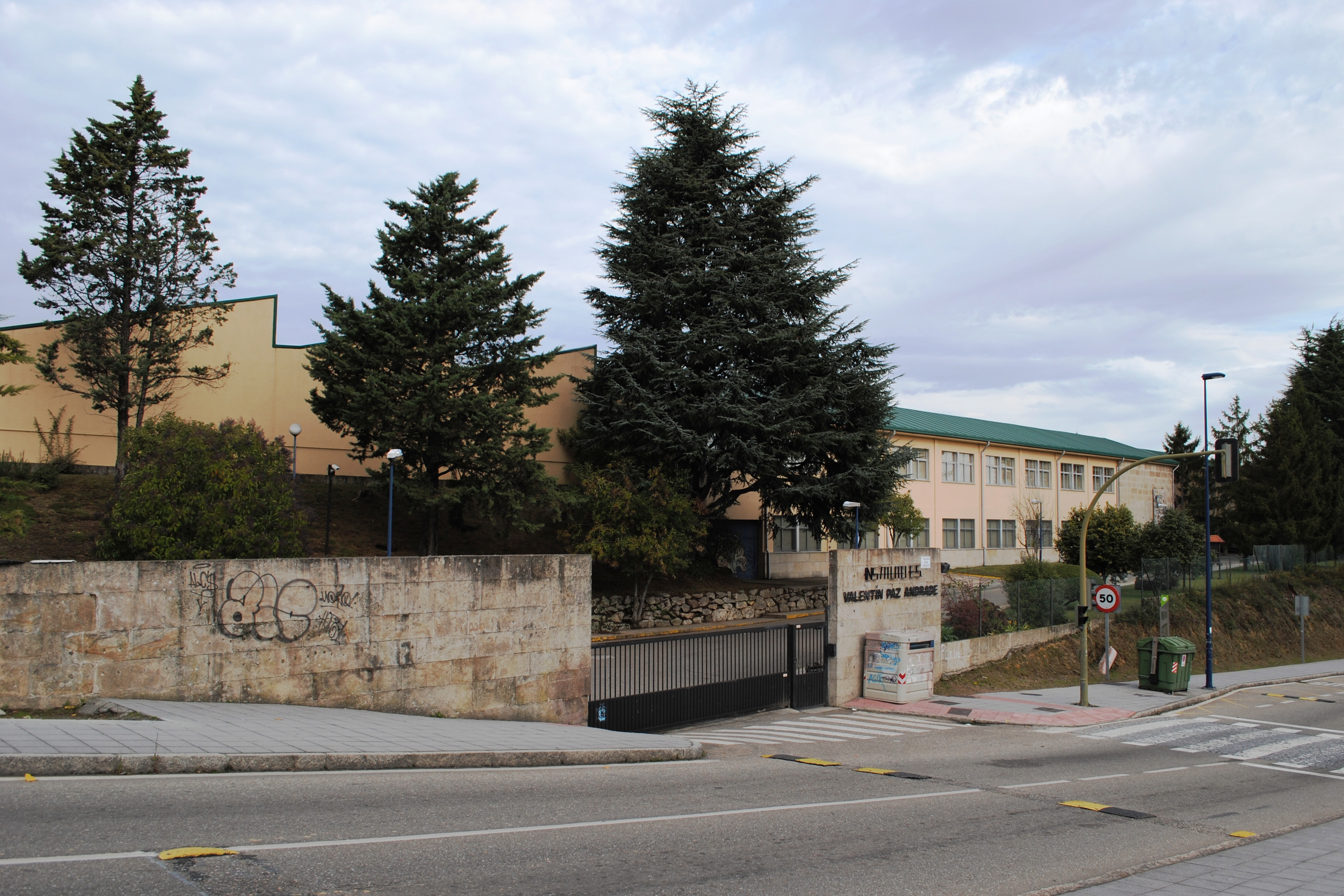
CIFP Valentín Paz Andrade.
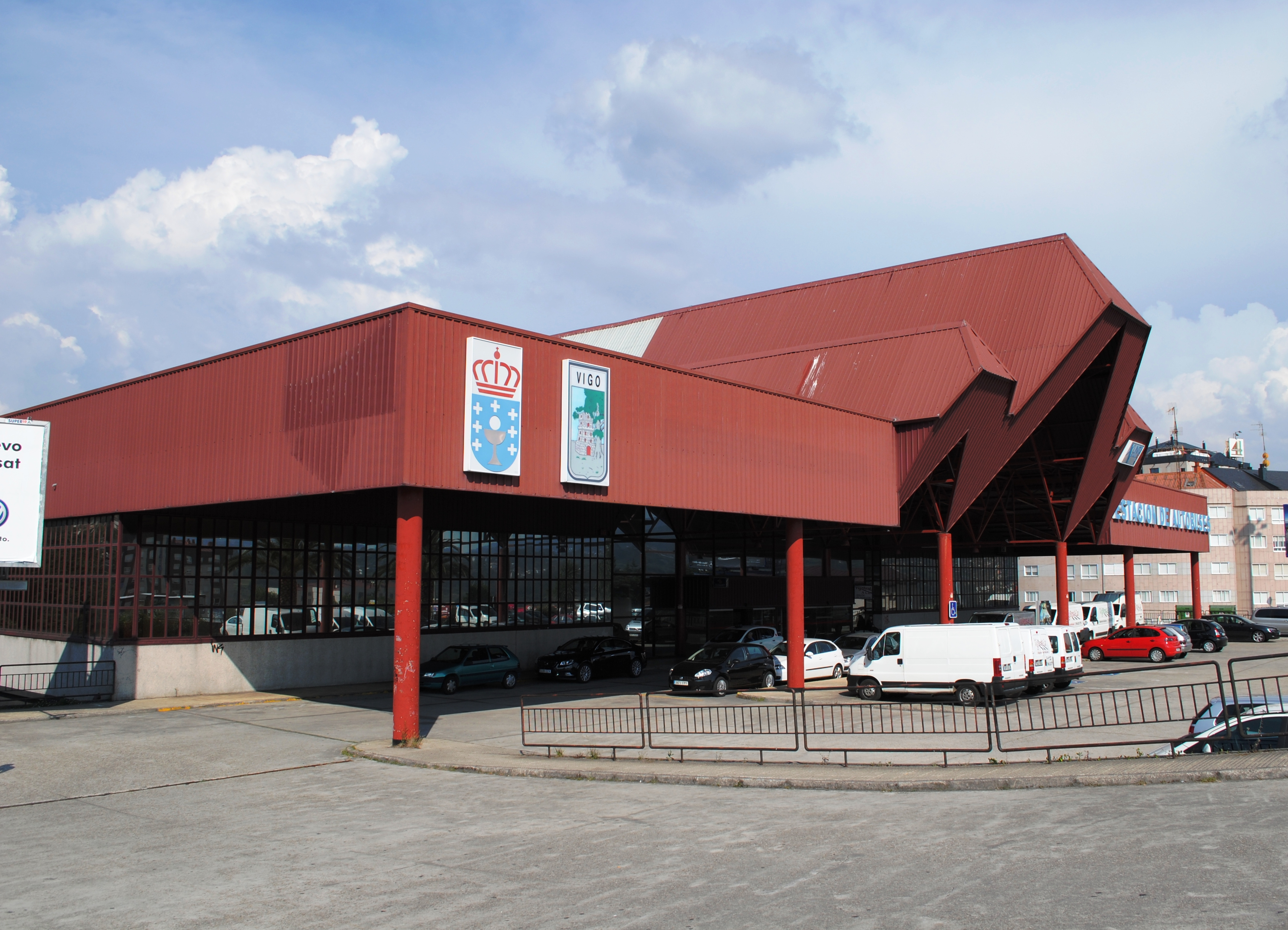
Estación de autobuses de Vigo.
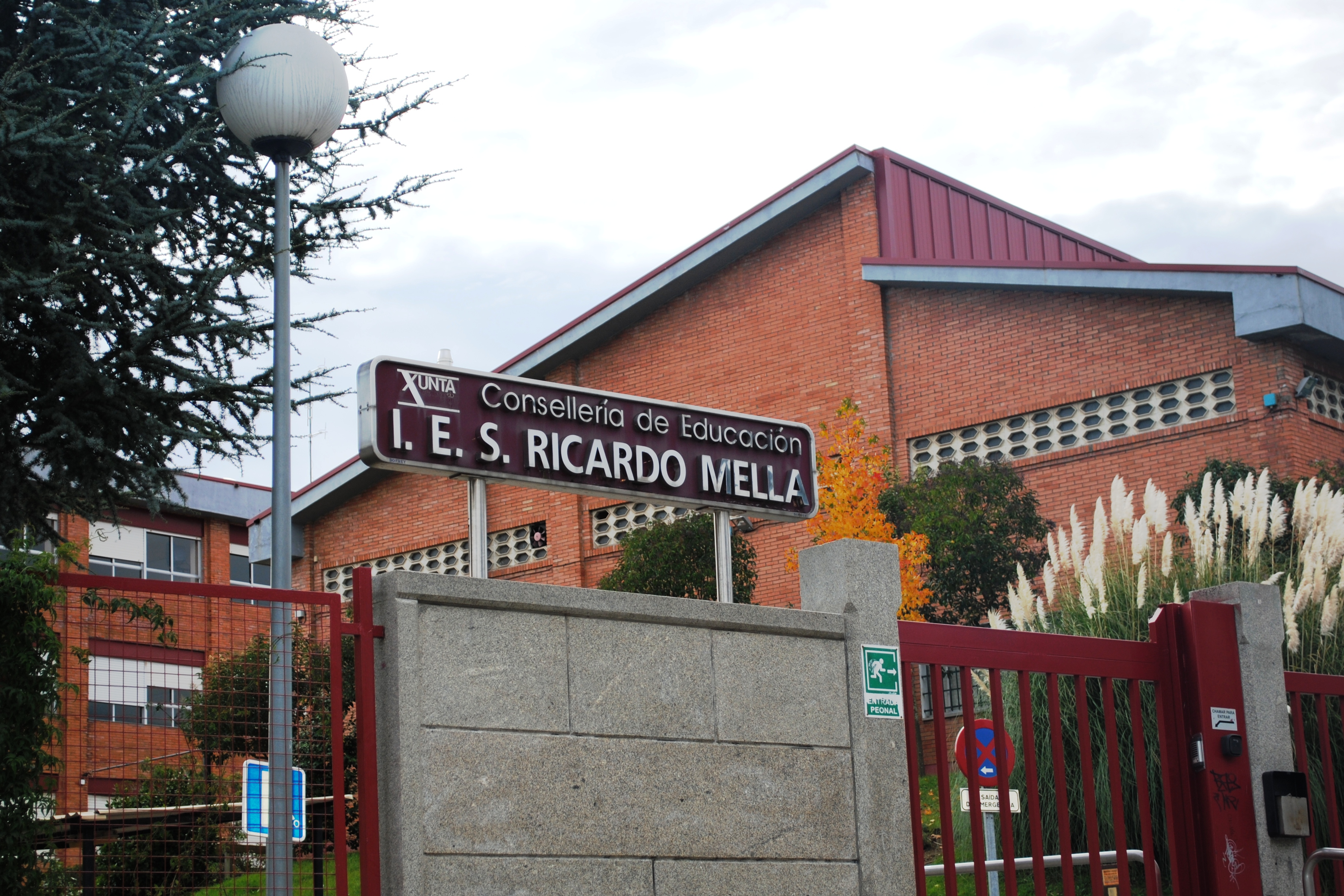
IES Ricardo Mella.
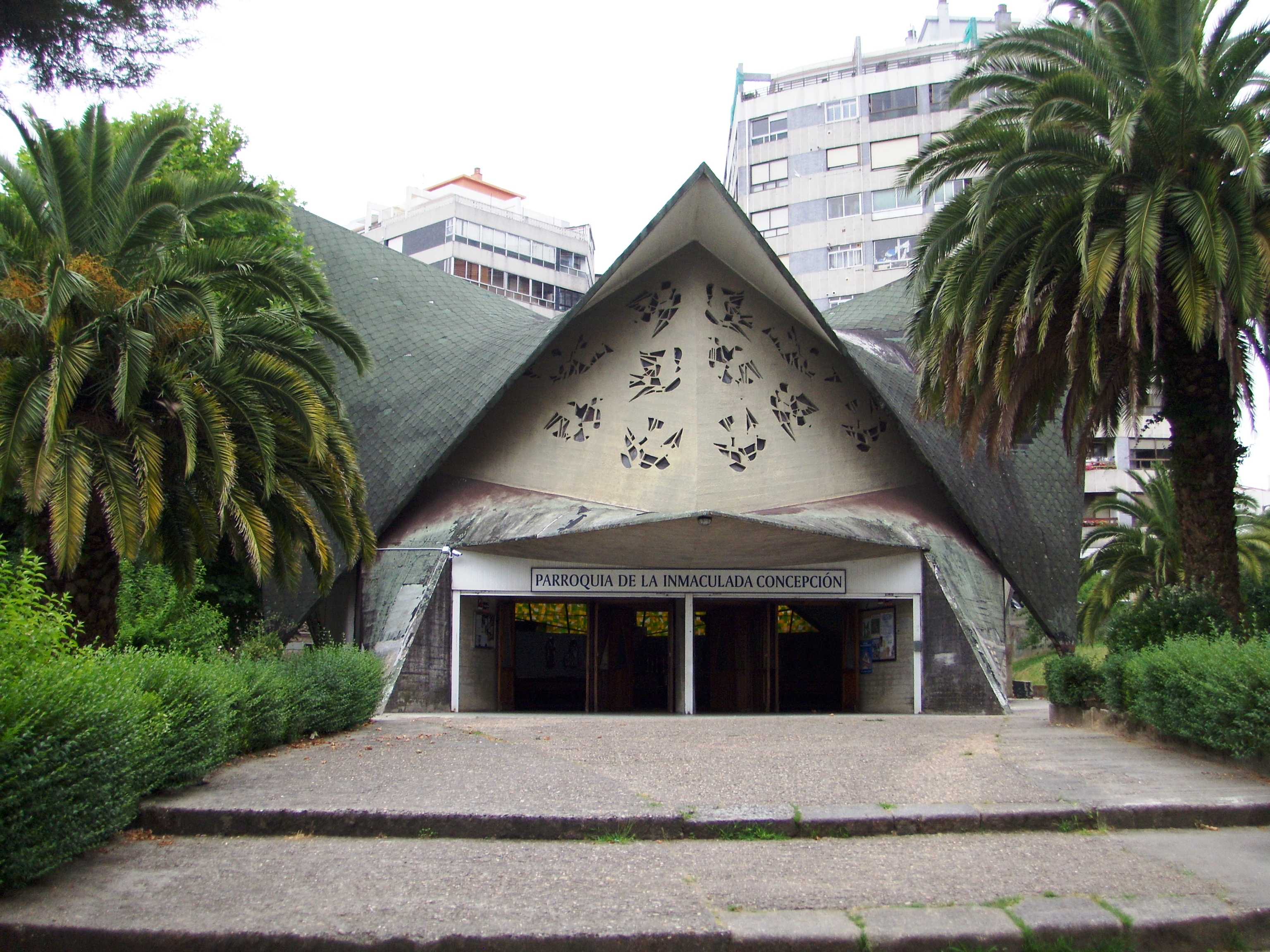
Iglesia de la Inmaculada Concepción, de Antón Román.
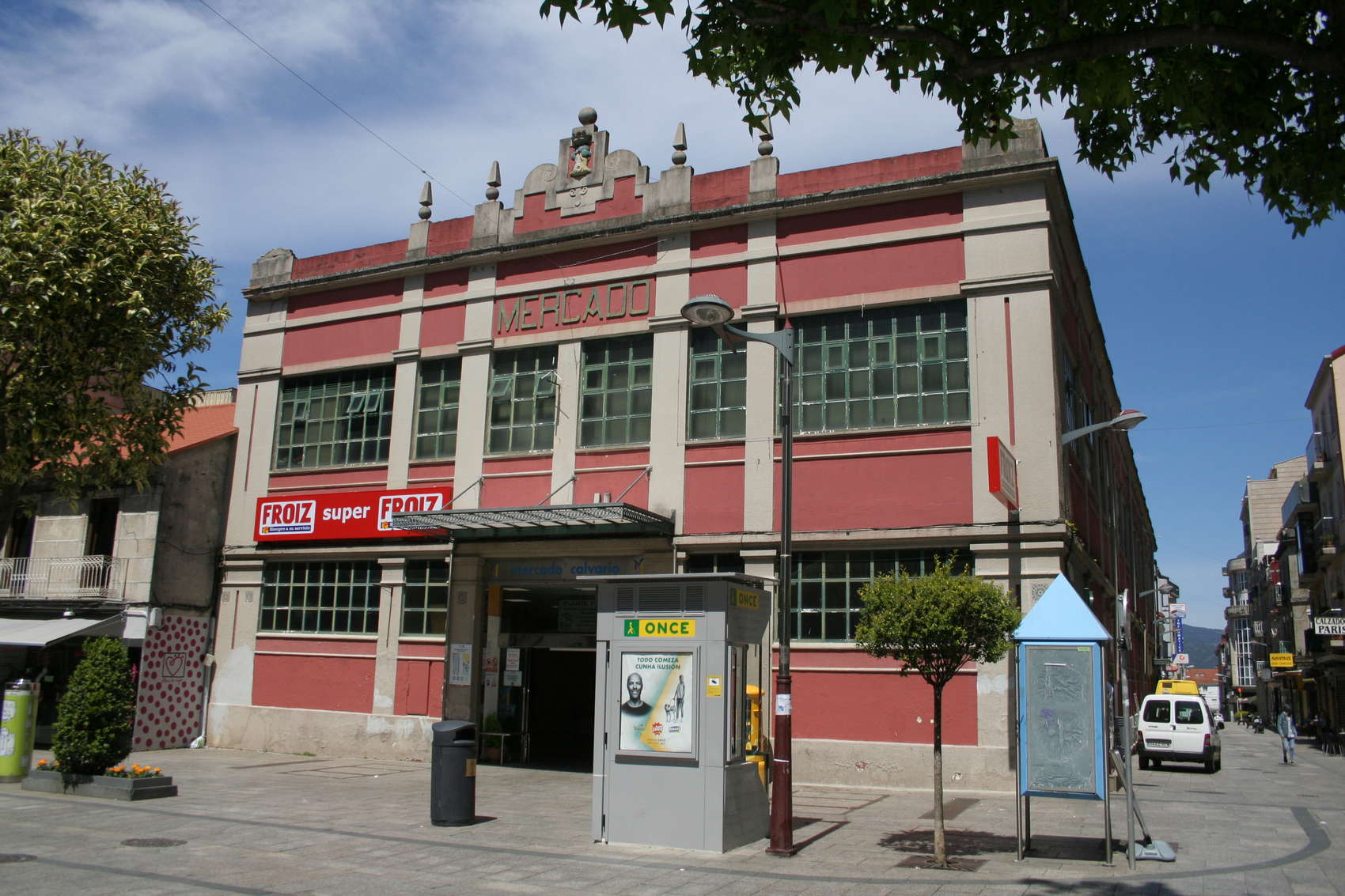
Mercado del Calvario.
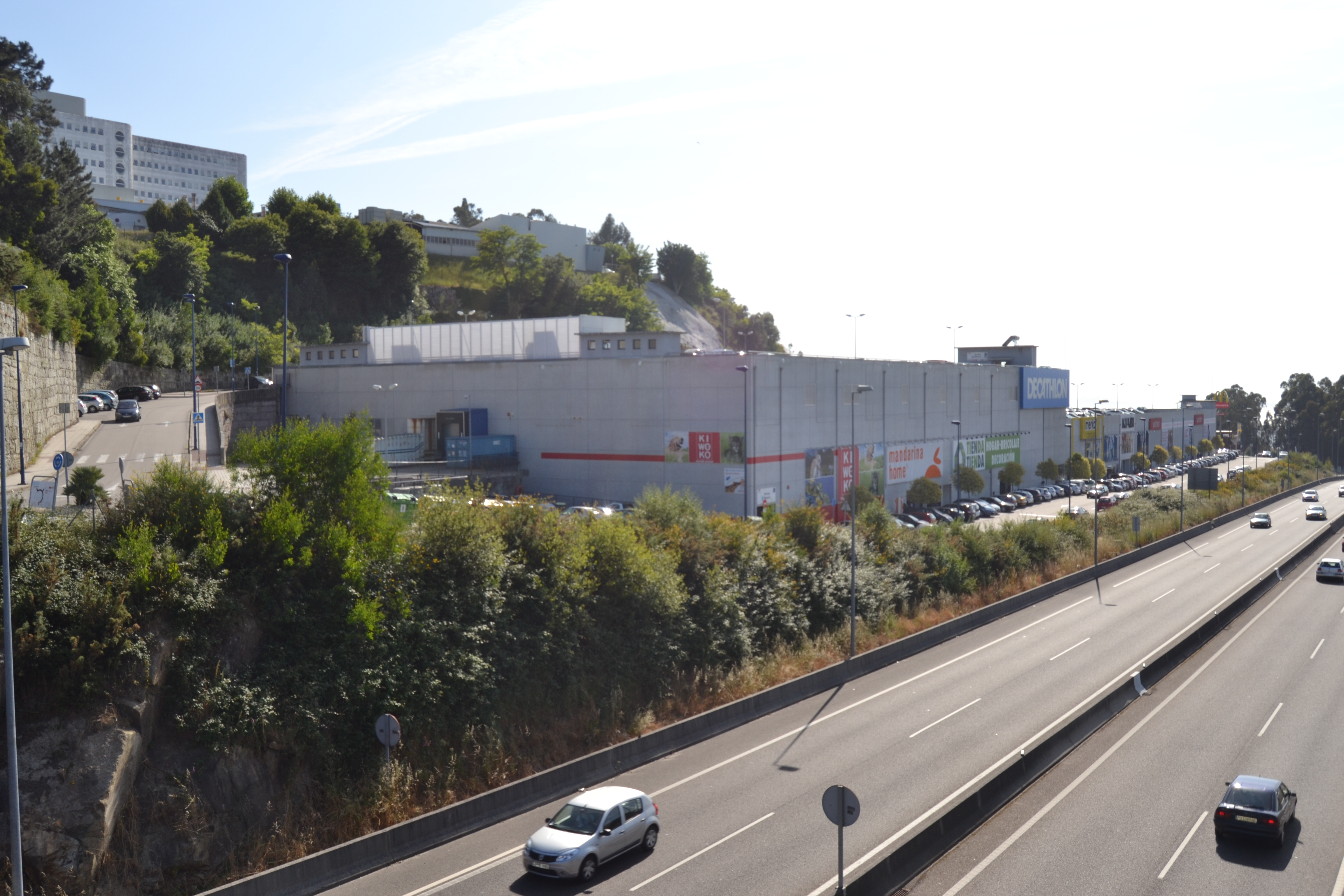
Parque Comercial Meixueiro.
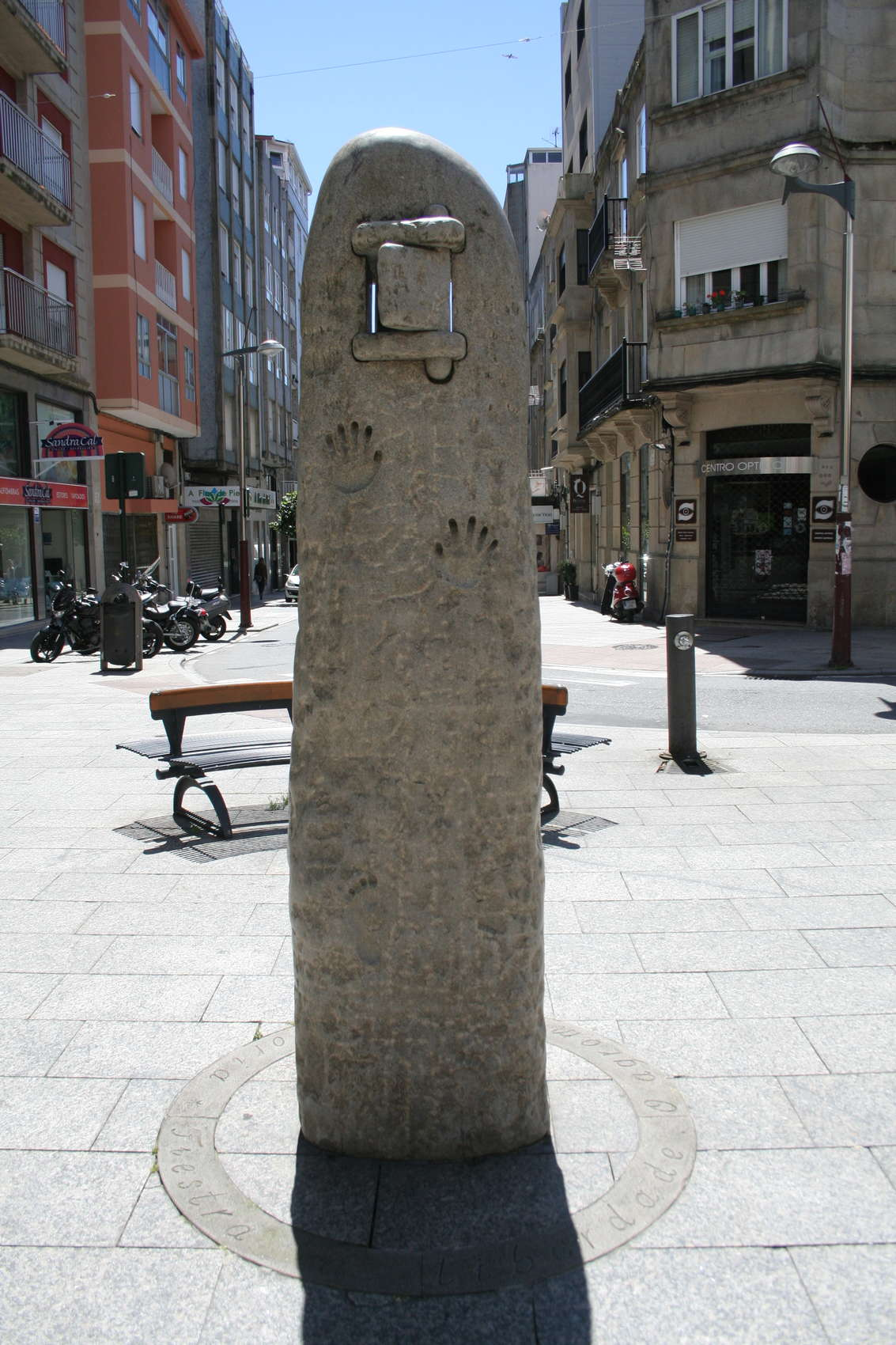
Ventana a la liberdad de Francisco Pazos.